# فرانك بي. سيمبسون
فرانك بي. سيمبسون (بالإنجليزية: Frank B. Simpson)‏ هو مهندس معماري أمريكي، ولد في 1883، وتوفي في 1966.